# فرودگاه الکساندرا پارک
فرودگاه الکساندرا پارک فرودگاهیست در ناحیهٔ منچستر.